# 阿部周造
阿部 周造（あべ しゅうぞう、1944年 - ）は、日本の経営学者。横浜国立大学名誉教授。専門はマーケティング論。
横浜国立大学経営学部長、早稲田大学消費者行動研究所所長、日本消費者行動研究学会会長、日本商業学会会長、日本学術会議会員を歴任。Global Marketing Conference 最優秀学会論文賞、日本商業学会学会賞優秀賞受賞。2023年、瑞宝中綬章受章。

## 人物・経歴
香川県生まれ。1967年明治大学商学部卒業。指導教員刀根武晴。1969年一橋大学大学院商学研究科修士課程修了。1972年一橋大学大学院商学研究科博士課程単位取得。指導教官田内幸一。2013年「消費者行動研究と方法」で一橋大学より博士（商学）の学位を取得。
1972年一橋大学商学部助手。1974年日本大学経済学部専任講師。1977年日本大学経済学部助教授。1979年横浜国立大学経営学部助教授。1981年からカリフォルニア大学ロサンゼルス校訪問研究員を務め同大のジェームス・ベットマンや、ミシガン大学のリチャード・バゴジーに師事。1987年横浜国立大学経営学部教授。1994年Association for Consumer Research Advisor。1995年日本消費者行動研究学会会長。2000年第18期日本学術会議会員、日本商業学会会長。2001年横浜国立大学経営学部長。2009年早稲田大学商学学術院特任教授。早稲田大学消費者行動研究所所長、同研究所顧問、東京工業大学環境・社会理工学院特任教授を務めた。
専門はマーケティング論。2010年Global Marketing Conference 最優秀学会論文賞受賞。2014年日本商業学会学会賞優秀賞受賞。文部省学術審議会専門委員、神奈川県大規模小売店審議会会長、Asian Journal of Marketing編集委員、『消費者行動研究』編集長等も歴任した。2023年瑞宝中綬章受章。